# End of the World
End of the World är den grekiska progressiva rockgruppen Aphrodite's Childs debutalbum utgivet oktober 1968 på Mercury Records. Albumet föregicks av singeln "Rain and Tears" som släpptes i maj 1968.
På 2010 års cd-utgåva inkluderades två bonusspår som tidigare endast funnits på demosingel inspelad på Philips samt på den franska EP:n Rain and Tears.

## Låtlista

### 1968 års originalutgåva (Mercury 138 350 MCY)
| 1.           | End Of The World                                            | Boris Bergman, Vangelis Papathanassiou | 3:13  |
| 2.           | Don't Try To Catch A River                                  | B. Bergman, V. Papathanassiou          | 3:38  |
| 3.           | Mister Thomas                                               | B. Bergman, V. Papathanassiou          | 2:45  |
| 4.           | Rain And Tears (arr:Boris Bergman, Vangelis Papathanassiou) | Johann Pachelbel                       | 3:10  |
| 5.           | The Grass Is No Green                                       | B. Bergman, V. Papathanassiou          | 6:05  |
| Total längd: | Total längd:                                                | Total längd:                           | 18:51 |

| 1.           | Valley Of Sadness          | B. Bergman, V. Papathanassiou | 3:13  |
| 2.           | You Always Stand In My Way | B. Bergman, V. Papathanassiou | 3:55  |
| 3.           | The Shepherd And The Moon  | B. Bergman, V. Papathanassiou | 3:02  |
| 4.           | Day Of The Fool            | B. Bergman, V. Papathanassiou | 5:26  |
| Total längd: | Total längd:               | Total längd:                  | 15:36 |

### 2010 års cd-utgåva (Esoteric Recordings ECLEC 2205 )
| 1.  | End Of The World                                                                                    |  |
| 2.  | Don't Try To Catch A River                                                                          |  |
| 3.  | Mister Thomas                                                                                       |  |
| 4.  | Rain And Tears                                                                                      |  |
| 5.  | The Grass Is No Green                                                                               |  |
| 6.  | Valley Of Sadness                                                                                   |  |
| 7.  | You Always Stand In My Way                                                                          |  |
| 8.  | The Shepherd And The Moon                                                                           |  |
| 9.  | Day Of The Fool                                                                                     |  |
| 10. | Plastic Nevermore (Bonusspår; Tidigare utgiven som demo 1968 och på EP:n Rain And Tears från 1969.) |  |
| 11. | The Other People (Bonusspår; Tidigare utgiven som demo 1968 och på EP:n Rain And Tears från 1969.)  |  |

## Medverkande musiker

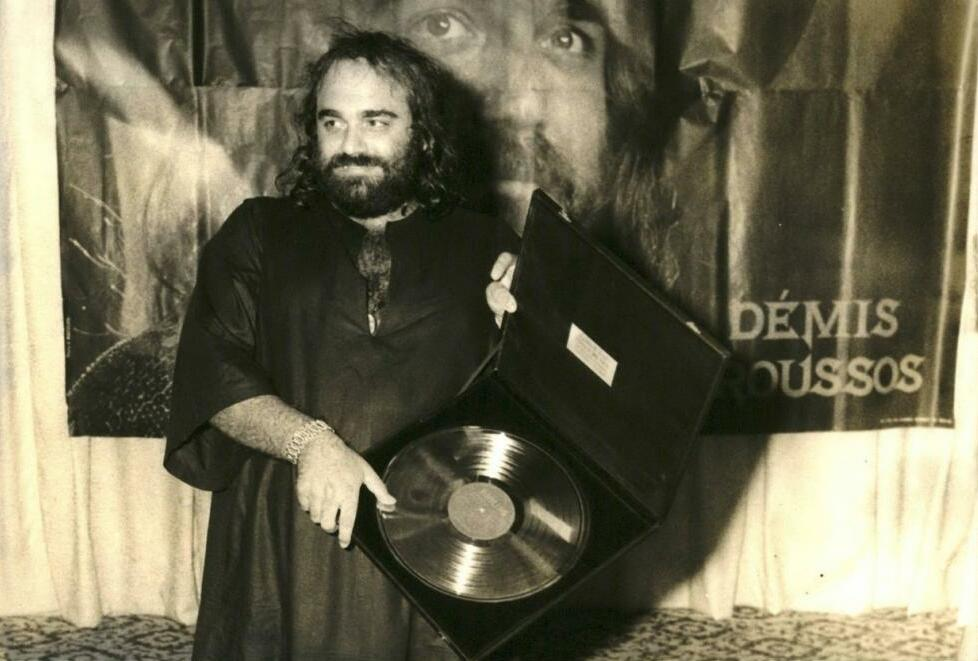
Demis Roussos – sång (foto 1973).
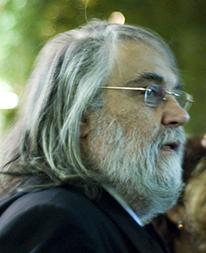
Vangelis Papathanassíou – keyboard (foto 2007).

- Demis Roussos – bas, gitarr, sång
- Vangelis Papathanassíou – keyboard
- Lucas Sideras – trummor, sång
- Claude Chauvet – sång (spår A1, A4)